# Macrothamniella novoguinensis
Macrothamniella novoguinensis är en bladmossart som beskrevs av Edwin Bunting Bartram 1961. Macrothamniella novoguinensis ingår i släktet Macrothamniella och familjen Hypnaceae. Inga underarter finns listade i Catalogue of Life.